# Prise de Fès (1576)
Pour les articles homonymes, voir Prise de Fès.
Conflits algéro-chérifiens
La prise de Fès par les troupes de la Régence d'Alger mandatées par le sultan ottoman Mourad III, en 1576, survient à la suite de la bataille d'al-Rukn, qui oppose le camp Saadien mené par le sultan Muhammad al-Mutawakkil, à celui mené par le prétendant Abu Marwan Abd al-Malik appuyé par l'Empire Ottoman,.

## Contexte
L'expédition des troupes de la régence d'Alger au Maroc intervient à la suite du décès du sultan Abdallah al-Ghalib, dans le cadre de l'appui turc au prétendant saadien Abu Marwan Abd al-Malik et à son frère –le futur sultan– Ahmad, tous deux réfugiés dans l'Empire ottoman depuis 1574, face au sultan en place Muhammad al-Mutawakkil.

## Forces en présence
Parti depuis la régence d'Alger, le contingent comptabilise environ 10 000 soldats comprend un corps principal d'arquebusiers et de spahis turcs et des troupes auxiliaires (cavaliers, arquebusiers) zouaoua. Il est constitué par le wali d'Alger, Hadj Ali, sur ordre du Sultan ottoman Mourad III et était commandé par Ramadan Pacha.
Du côté opposé, le contingent d'Al-Mutawakkil comptabilise de 25 000 à 30 000 hommes, dont 1 800 arquebusiers, ainsi que 36 canons.

## Bataille d'al-Rukn
Les deux armées entrent en confrontation à un lieu-dit « al-Rokn » ou « er-Rokn », à l'est de Fès. Du peu d'informations qui ont été rapportées de la bataille par les historiens, le revirement du contingent andalou de l'armée d'al-Mutawakkil, qui constituait l'épine dorsale de son infanterie et qui, combiné à la puissance de feu des janissaires du camp qu'il rejoint, fait pencher l'équilibre des forces en sa faveur.
Fuyant le champ de bataille, Al-Mutawakkil s’arrête à Fès afin d'emporter argent et objets de valeur, avant de fuir vers les environs de Rabat puis vers le sud.

## Prise de Fès
À l'issue de la bataille, Abd al-Malik entre victorieux à Fès, sans rencontrer de résistance, puis reconnait le sultan Ottoman Mourad III en tant que Calife et verse aux troupes d'Alger 500 000 pièces d'or, tandis que Muhammad al-Mutawakkil fuit vers l'Espagne puis le Portugal, où Sébastien Ier promet de l'aider à reprendre son trône. Cela conduit à la bataille des Trois Rois en 1578 qui se solde par la défaite des Portugais et d'Al-Mutawakkil et où Abd al-Malik mourra empoisonné, laissant le contrôle de l'État Saadien à son frère cadet, Ahmad Al-Mansour.
La politique et les interventions militaires turques au XVIe siècle ont laissé les Ottomans dans une position de force au Maghreb, représentant une grande menace pour l'Espagne.